# Khan
Khan (även chan, förr även skrivet kan) är en från turkiska eller mongoliska språk härstammande titel med betydelsen "furste" eller "härskare". Titeln bars från början av självständiga mongoler, tatarer, seldjuker och osmaner, till exempel Djingis khan och huset Dulo. En förlängd form, khagan, "khanernas khan", innehar betydelsen "kejsare". Det område som styrs av en khan kallas ett khanat (khaganat då det styrs av en khagan). 
Senare blev denna titel så allmän att den gavs i stort sett varje muslimsk furste. Idag återfinns ordet som ett vanligt muslimskt namn. Se även ilkhan (titel på medlem av en mongolisk härskardynasti i Persien) och stormogul, en indisk furste som även kunde bära titeln Bahadur khan.
Khan kan även åsyfta ett offentligt härbärge för resande, så kallad karavanseraj. 